# Blaschke János
Blaschke János (1763–1833) rézmetsző.

## Munkássága
Jeles tehetségű rézmetszőként Pesten több mint harminc évig tevékenykedett. Kortársai legszebbeknek azon műveit tekintették, melyeket Perger Zsigmond által másolt darabok után metszett. Metszetei közül Nagy Iván 1874-ben 51-et beazonosított. Rézmetszeteivel könyveket illusztráltak, vagy szóló példányként jelentek meg. Megrendelői nemcsak  érzelmes ábrázolások („Hölgy a temetőben”, „sírbolti jelenet három alakkal”, „apa kisfiát taligán tolja” stb.) elkészítésével bízták meg, hanem történelmi témájú metszeteket is kértek tőle.

## Főbb történeti témájú alkotásai
- Mária Terézia a pozsonyi országgyűlésen
- József főherceg nádor egész alakos képe
- Mátyás király
- Klára Visegrádon
- Rozgonyi Cecília

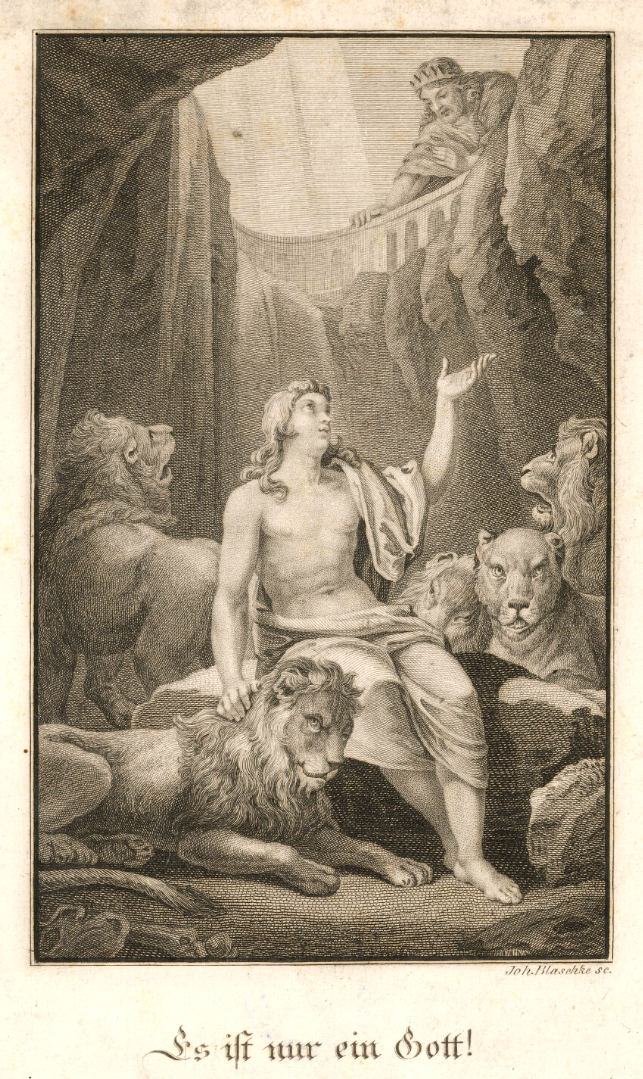
Dániel az oroszlánok vermében
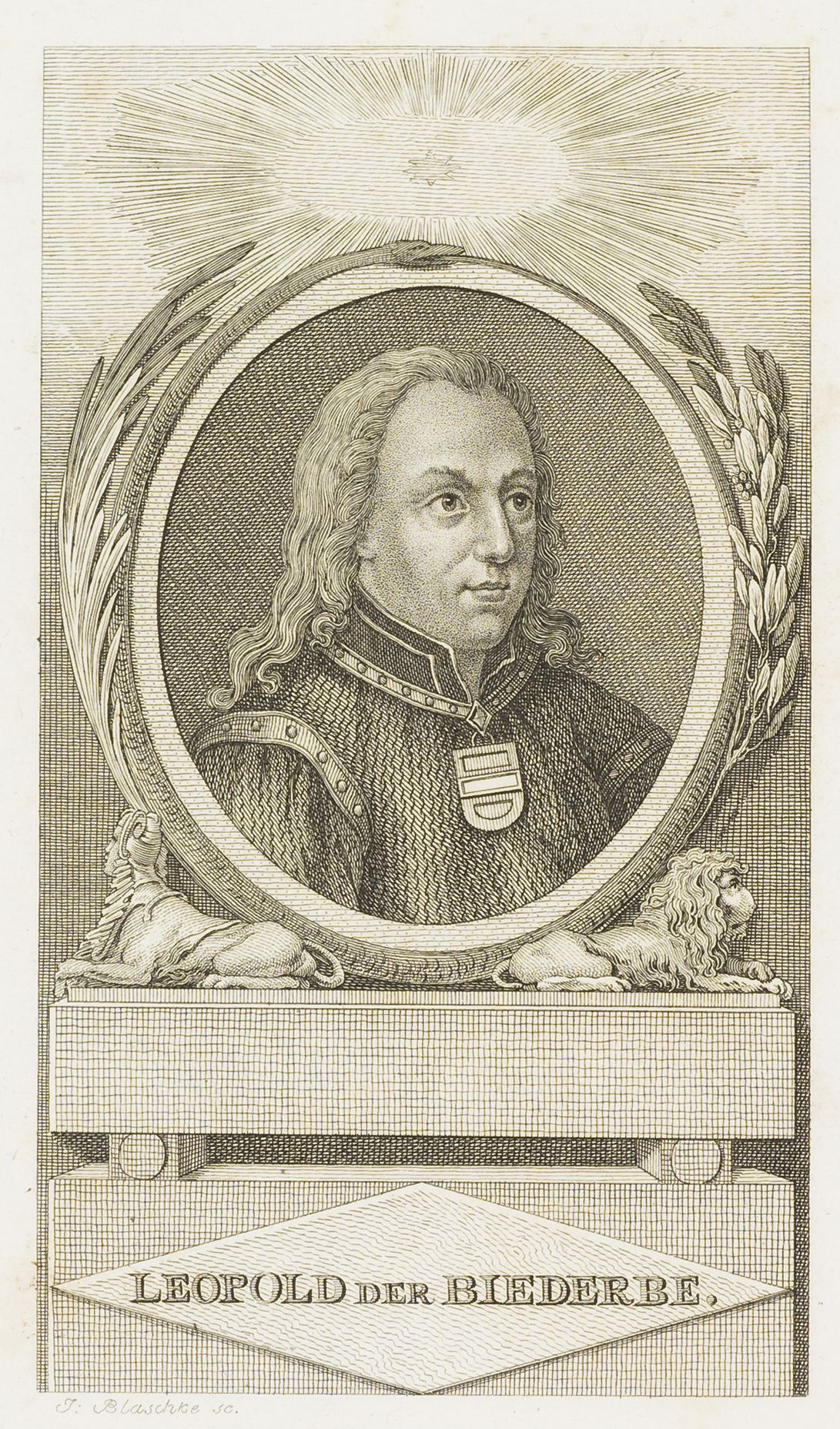
V. Lipót
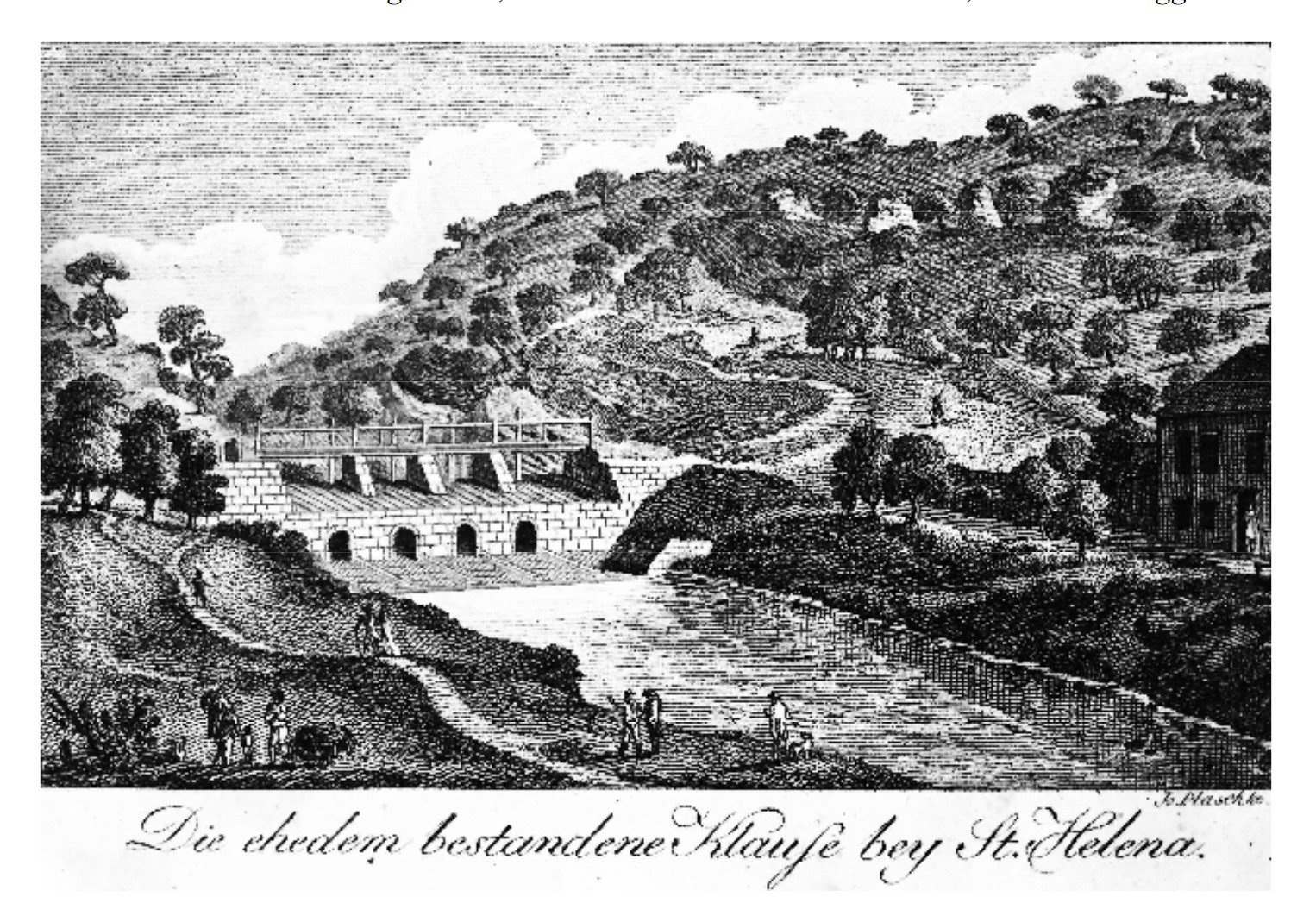
Szent Ilona
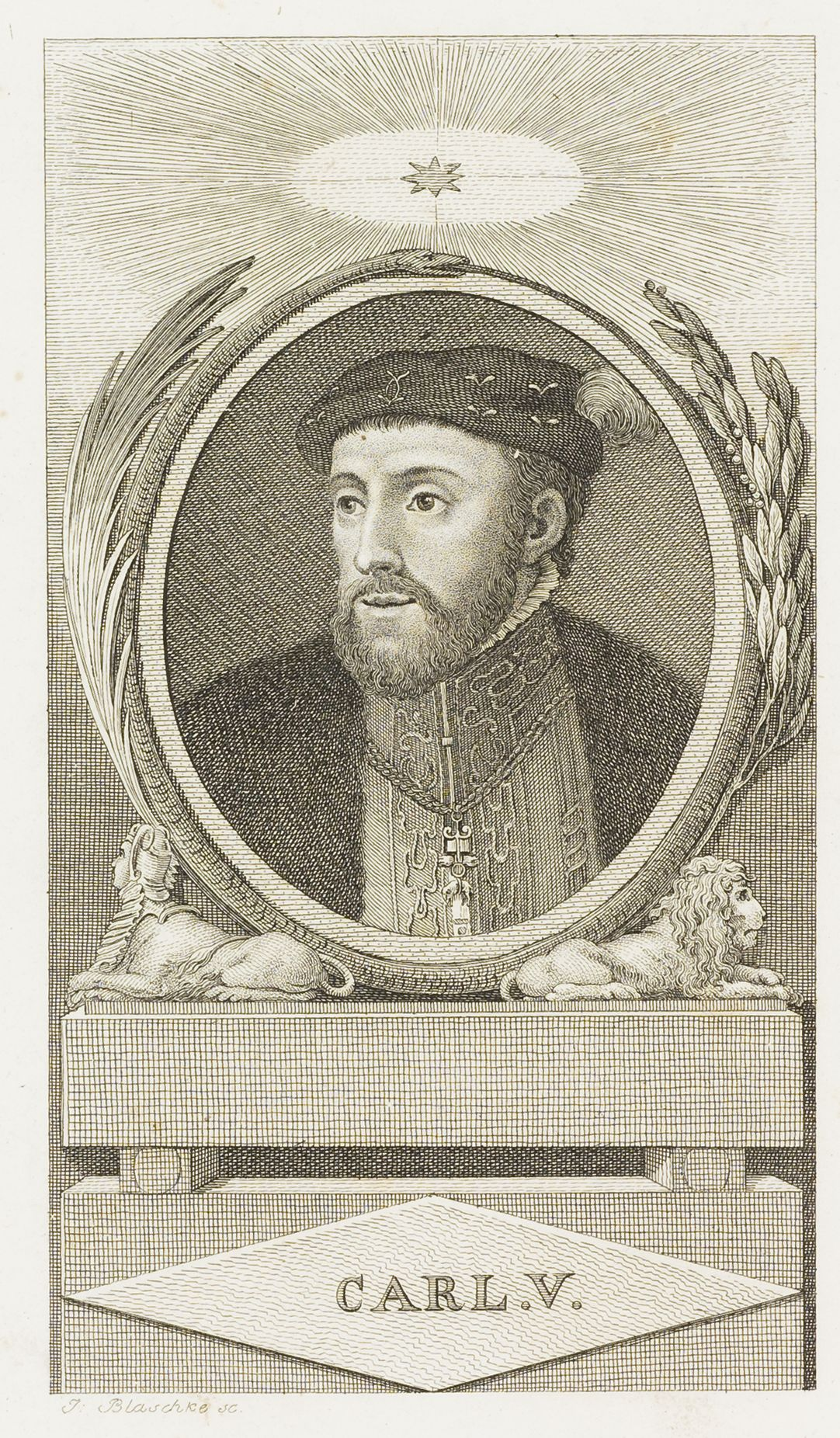
V. Károly
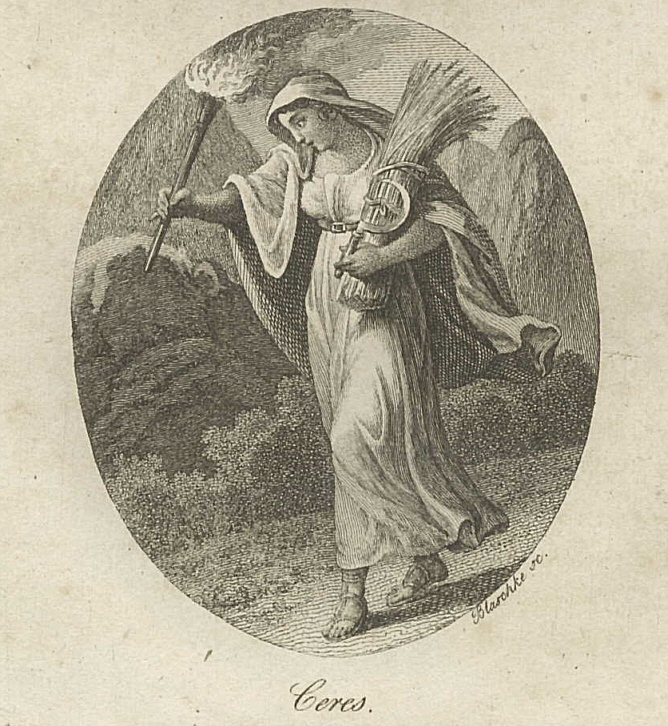
Ceres